# Llista d'asteroides/162401-162500
| Nom      | Designació provisional | Data de descobriment | Lloc de descobriment | Descobridor/s          |
| -------- | ---------------------- | -------------------- | -------------------- | ---------------------- |
| 162401 - | 2000 DK33              | 29 de febrer de 2000 | Socorro              | LINEAR                 |
| 162402 - | 2000 DZ38              | 29 de febrer de 2000 | Socorro              | LINEAR                 |
| 162403 - | 2000 DA41              | 29 de febrer de 2000 | Socorro              | LINEAR                 |
| 162404 - | 2000 DP60              | 29 de febrer de 2000 | Socorro              | LINEAR                 |
| 162405 - | 2000 DH78              | 29 de febrer de 2000 | Socorro              | LINEAR                 |
| 162406 - | 2000 DV93              | 28 de febrer de 2000 | Socorro              | LINEAR                 |
| 162407 - | 2000 DF94              | 28 de febrer de 2000 | Socorro              | LINEAR                 |
| 162408 - | 2000 DM94              | 28 de febrer de 2000 | Socorro              | LINEAR                 |
| 162409 - | 2000 DK102             | 29 de febrer de 2000 | Socorro              | LINEAR                 |
| 162410 - | 2000 DE104             | 29 de febrer de 2000 | Socorro              | LINEAR                 |
| 162411 - | 2000 DM111             | 29 de febrer de 2000 | Socorro              | LINEAR                 |
| 162412 - | 2000 DF113             | 26 de febrer de 2000 | Kitt Peak            | Spacewatch             |
| 162413 - | 2000 EK2               | 3 de març de 2000    | Socorro              | LINEAR                 |
| 162414 - | 2000 EL2               | 3 de març de 2000    | Socorro              | LINEAR                 |
| 162415 - | 2000 EY2               | 3 de març de 2000    | Socorro              | LINEAR                 |
| 162416 - | 2000 EH26              | 4 de març de 2000    | Socorro              | LINEAR                 |
| 162417 - | 2000 EA30              | 5 de març de 2000    | Socorro              | LINEAR                 |
| 162418 - | 2000 ER46              | 9 de març de 2000    | Socorro              | LINEAR                 |
| 162419 - | 2000 EA67              | 10 de març de 2000   | Socorro              | LINEAR                 |
| 162420 - | 2000 EU69              | 10 de març de 2000   | Socorro              | LINEAR                 |
| 162421 - | 2000 ET70              | 8 de març de 2000    | Socorro              | LINEAR                 |
| 162422 - | 2000 EV70              | 8 de març de 2000    | Socorro              | LINEAR                 |
| 162423 - | 2000 EK88              | 9 de març de 2000    | Socorro              | LINEAR                 |
| 162424 - | 2000 EE113             | 9 de març de 2000    | Kitt Peak            | Spacewatch             |
| 162425 - | 2000 EF136             | 11 de març de 2000   | Socorro              | LINEAR                 |
| 162426 - | 2000 EP143             | 3 de març de 2000    | Socorro              | LINEAR                 |
| 162427 - | 2000 EH162             | 3 de març de 2000    | Socorro              | LINEAR                 |
| 162428 - | 2000 EP162             | 3 de març de 2000    | Socorro              | LINEAR                 |
| 162429 - | 2000 EM165             | 3 de març de 2000    | Socorro              | LINEAR                 |
| 162430 - | 2000 EQ193             | 3 de març de 2000    | Socorro              | LINEAR                 |
| 162431 - | 2000 FV4               | 27 de març de 2000   | Kitt Peak            | Spacewatch             |
| 162432 - | 2000 FR5               | 25 de març de 2000   | Kitt Peak            | Spacewatch             |
| 162433 - | 2000 FK10              | 26 de març de 2000   | Socorro              | LINEAR                 |
| 162434 - | 2000 FA34              | 29 de març de 2000   | Socorro              | LINEAR                 |
| 162435 - | 2000 FO52              | 29 de març de 2000   | Kitt Peak            | Spacewatch             |
| 162436 - | 2000 FX52              | 30 de març de 2000   | Kitt Peak            | Spacewatch             |
| 162437 - | 2000 FH59              | 29 de març de 2000   | Socorro              | LINEAR                 |
| 162438 - | 2000 GF3               | 5 d'abril de 2000    | Socorro              | LINEAR                 |
| 162439 - | 2000 GD5               | 3 d'abril de 2000    | Socorro              | LINEAR                 |
| 162440 - | 2000 GR8               | 5 d'abril de 2000    | Socorro              | LINEAR                 |
| 162441 - | 2000 GO23              | 5 d'abril de 2000    | Socorro              | LINEAR                 |
| 162442 - | 2000 GU39              | 5 d'abril de 2000    | Socorro              | LINEAR                 |
| 162443 - | 2000 GF40              | 5 d'abril de 2000    | Socorro              | LINEAR                 |
| 162444 - | 2000 GP63              | 5 d'abril de 2000    | Socorro              | LINEAR                 |
| 162445 - | 2000 GV63              | 5 d'abril de 2000    | Socorro              | LINEAR                 |
| 162446 - | 2000 GT83              | 3 d'abril de 2000    | Socorro              | LINEAR                 |
| 162447 - | 2000 GJ118             | 3 d'abril de 2000    | Kitt Peak            | Spacewatch             |
| 162448 - | 2000 GW152             | 6 d'abril de 2000    | Anderson Mesa        | LONEOS                 |
| 162449 - | 2000 GC156             | 6 d'abril de 2000    | Anderson Mesa        | LONEOS                 |
| 162450 - | 2000 GA159             | 7 d'abril de 2000    | Socorro              | LINEAR                 |
| 162451 - | 2000 GB180             | 5 d'abril de 2000    | Socorro              | LINEAR                 |
| 162452 - | 2000 HO14              | 29 d'abril de 2000   | Socorro              | LINEAR                 |
| 162453 - | 2000 HU17              | 24 d'abril de 2000   | Kitt Peak            | Spacewatch             |
| 162454 - | 2000 HO24              | 24 d'abril de 2000   | Anderson Mesa        | LONEOS                 |
| 162455 - | 2000 HL28              | 29 d'abril de 2000   | Socorro              | LINEAR                 |
| 162456 - | 2000 HA35              | 27 d'abril de 2000   | Socorro              | LINEAR                 |
| 162457 - | 2000 HO35              | 27 d'abril de 2000   | Socorro              | LINEAR                 |
| 162458 - | 2000 HK48              | 29 d'abril de 2000   | Socorro              | LINEAR                 |
| 162459 - | 2000 HO50              | 29 d'abril de 2000   | Socorro              | LINEAR                 |
| 162460 - | 2000 HX69              | 26 d'abril de 2000   | Anderson Mesa        | LONEOS                 |
| 162461 - | 2000 HS94              | 29 d'abril de 2000   | Socorro              | LINEAR                 |
| 162462 - | 2000 HV103             | 27 d'abril de 2000   | Anderson Mesa        | LONEOS                 |
| 162463 - | 2000 JH5               | 2 de maig de 2000    | Socorro              | LINEAR                 |
| 162464 - | 2000 JR60              | 7 de maig de 2000    | Socorro              | LINEAR                 |
| 162465 - | 2000 JU81              | 7 de maig de 2000    | Socorro              | LINEAR                 |
| 162466 - | 2000 JA90              | 4 de maig de 2000    | Apache Point         | SDSS                   |
| 162467 - | 2000 KJ20              | 28 de maig de 2000   | Socorro              | LINEAR                 |
| 162468 - | 2000 KW23              | 28 de maig de 2000   | Socorro              | LINEAR                 |
| 162469 - | 2000 KK40              | 26 de maig de 2000   | Kitt Peak            | Spacewatch             |
| 162470 - | 2000 KX43              | 29 de maig de 2000   | Anderson Mesa        | LONEOS                 |
| 162471 - | 2000 KK60              | 25 de maig de 2000   | Anderson Mesa        | LONEOS                 |
| 162472 - | 2000 LL                | 1 de juny de 2000    | Socorro              | LINEAR                 |
| 162473 - | 2000 LA16              | 7 de juny de 2000    | Kitt Peak            | Spacewatch             |
| 162474 - | 2000 LB16              | 7 de juny de 2000    | Socorro              | LINEAR                 |
| 162475 - | 2000 MV4               | 25 de juny de 2000   | Socorro              | LINEAR                 |
| 162476 - | 2000 NC21              | 6 de juliol de 2000  | Anderson Mesa        | LONEOS                 |
| 162477 - | 2000 NV28              | 2 de juliol de 2000  | Kitt Peak            | Spacewatch             |
| 162478 - | 2000 OT9               | 31 de juliol de 2000 | Ondřejov             | L. Šarounová           |
| 162479 - | 2000 OH31              | 30 de juliol de 2000 | Socorro              | LINEAR                 |
| 162480 - | 2000 OL36              | 30 de juliol de 2000 | Socorro              | LINEAR                 |
| 162481 - | 2000 OM56              | 29 de juliol de 2000 | Anderson Mesa        | LONEOS                 |
| 162482 - | 2000 ON59              | 29 de juliol de 2000 | Anderson Mesa        | LONEOS                 |
| 162483 - | 2000 PJ5               | 4 d'agost de 2000    | Socorro              | LINEAR                 |
| 162484 - | 2000 PD10              | 1 d'agost de 2000    | Socorro              | LINEAR                 |
| 162485 - | 2000 PA14              | 1 d'agost de 2000    | Socorro              | LINEAR                 |
| 162486 - | 2000 PN14              | 1 d'agost de 2000    | Socorro              | LINEAR                 |
| 162487 - | 2000 PF15              | 1 d'agost de 2000    | Socorro              | LINEAR                 |
| 162488 - | 2000 PV19              | 1 d'agost de 2000    | Socorro              | LINEAR                 |
| 162489 - | 2000 PX19              | 1 d'agost de 2000    | Socorro              | LINEAR                 |
| 162490 - | 2000 PA21              | 1 d'agost de 2000    | Socorro              | LINEAR                 |
| 162491 - | 2000 PV23              | 2 d'agost de 2000    | Socorro              | LINEAR                 |
| 162492 - | 2000 QA2               | 24 d'agost de 2000   | Socorro              | LINEAR                 |
| 162493 - | 2000 QY7               | 25 d'agost de 2000   | Višnjan Observatory  | K. Korlević, M. Jurić  |
| 162494 - | 2000 QA8               | 25 d'agost de 2000   | Višnjan Observatory  | K. Korlević, M. Jurić  |
| 162495 - | 2000 QV17              | 24 d'agost de 2000   | Socorro              | LINEAR                 |
| 162496 - | 2000 QH26              | 26 d'agost de 2000   | Ondřejov             | P. Pravec, P. Kušnirák |
| 162497 - | 2000 QW26              | 24 d'agost de 2000   | Socorro              | LINEAR                 |
| 162498 - | 2000 QH32              | 26 d'agost de 2000   | Socorro              | LINEAR                 |
| 162499 - | 2000 QZ33              | 26 d'agost de 2000   | Višnjan Observatory  | K. Korlević, M. Jurić  |
| 162500 - | 2000 QE38              | 24 d'agost de 2000   | Socorro              | LINEAR                 |